# Paxton Pomykal
Paxton Jones Pomykal (* 17. Dezember 1999 in Lewisville, Texas) ist ein US-amerikanischer Fußballspieler, der bei der MLS-Franchise FC Dallas unter Vertrag steht. Der Mittelfeldspieler ist seit September 2019 A-Nationalspieler.

## Karriere

### Verein
Pomykal ist ein Produkt der Jugendabteilung vom FC Dallas und konnte deshalb als Homegrown Player am 8. September 2016 seinen ersten professionellen Vertrag bei der MLS-Franchise unterzeichnen. Sein Debüt gab er am 1. März 2017 bei der 1:2-Auswärtsniederlage gegen den panamaischen CD Árabe Unido im Viertelfinale der CONCACAF Champions League 2016/17, in welchem er in der 63. Spielminute für Kellyn Acosta eingewechselt wurde. In der Major League Soccer debütierte er zehn Tage später beim 0:0-Unentschieden gegen Sporting Kansas City. In den nächsten zwei Jahren war er nur sporadisch für die erste Mannschaft der Toros im Einsatz und schaffte erst in der Saison 2019 den Durchbruch in die Startformation. Am 31. März 2019 (5. Spieltag) erzielte er beim 4:2-Auswärtssieg gegen Real Salt Lake seine ersten beiden Tore für den FC Dallas. Am 31. Juli 2019 nahm er erstmals am MLS All-Star Game teil, wo er mit der MLS-Auswahlmannschaft mit 0:3 gegen Atlético Madrid verlor. Das Spieljahr 2019 beendete Pomykal mit zwei Toren in 34 Ligaspielen.
Bereits nach fünf Ligaeinsätzen und einem Tor in der nächsten Spielzeit 2020 zog er sich eine Leistenverletzung zu und fiel die restliche Saison aus.

### Nationalmannschaft
Im März 2016 erhielt Paxton Pomykal seine erste Nominierung für die US-amerikanische U-18-Nationalmannschaft. Im August gewann er mit dieser Auswahl das Václav-Ježek-Turnier in Tschechien und erzielte beim 4:2-Finalsieg gegen den Gastgeber einen Treffer. Im selben Jahr bestritt er einen Einsatz für die U19 und war dann bis 2017 weiterhin für die U18 im Einsatz.
Sein Debüt für die U20 bestritt er im Mai 2018 gegen Honduras. Bei der CONCACAF U-20-Meisterschaft 2018 stand er in allen acht Partien der USA auf dem Platz und erzielte drei Tore. Das Endspiel gewann man mit 2:0 gegen Mexiko.
Am 11. September 2019 debütierte er im freundschaftlichen Länderspiel gegen Uruguay für die A-Nationalmannschaft, als er in der Schlussphase für Jordan Morris eingewechselt wurde.

## Erfolge
USA U20
- CONCACAF U-20-Meisterschaft: 2018

Individuell
- MLS All-Star: 2019